# Valletta
Valletta (malt. Il-Belt Valletta) – jednostka administracyjna i stolica Malty położona na półwyspie Sciberras pomiędzy dwiema zatokami: Grand Harbour i Marsamxett. Jest najdalej wysuniętą na południe europejską stolicą. Valletta jest jednym z najbardziej zagęszczonych obszarów zabytkowych na świecie. Znajduje się na liście światowego dziedzictwa UNESCO. Niekiedy nazywana „muzeum pod gołym niebem”. Została wybrana Europejską Stolicą Kultury 2018. Valletta jest najbardziej słoneczną miejscowością w Europie.

## Geografia

### Położenie
Valletta położona na półwyspie Sciberras pomiędzy dwiema zatokami: Grand Harbour i Marsamxett. Jest najdalej wysuniętą na południe europejską stolicą.

### Klimat
Valletta, jak i pozostała część Malty znajduje się w strefie klimatu subtropikalnego typu śródziemnomorskiego, z bardzo łagodnymi zimami i długimi ciepłymi, częściowo gorącymi latami. Średnia roczna temperatura wynosi 23 °C w dzień i 16 °C w nocy. Valletta jest uznawana za najsłoneczniejszą miejscowość w Europie.
| Miesiąc                                             | Sty  | Lut  | Mar  | Kwi  | Maj  | Cze  | Lip  | Sie  | Wrz  | Paź  | Lis  | Gru  | Roczna |
| --------------------------------------------------- | ---- | ---- | ---- | ---- | ---- | ---- | ---- | ---- | ---- | ---- | ---- | ---- | ------ |
| Średnie temperatury w dzień [°C]                    | 16.1 | 16.0 | 17.8 | 20.0 | 24.2 | 28.5 | 31.5 | 31.8 | 28.4 | 25.2 | 21.0 | 17.5 | 23,2   |
| Średnie dobowe temperatury [°C]                     | 13.2 | 13.0 | 14.6 | 16.7 | 20.4 | 24.4 | 27.2 | 27.7 | 25.0 | 21.9 | 18.0 | 14.7 | 19,7   |
| Średnie temperatury w nocy [°C]                     | 10.3 | 9.9  | 11.3 | 13.3 | 16.6 | 20.3 | 22.8 | 23.6 | 21.6 | 18.6 | 15.0 | 11.9 | 16,3   |
| Opady [mm]                                          | 94.7 | 63.4 | 37.0 | 26.3 | 9.2  | 5.4  | 0.2  | 6.0  | 67.4 | 77.2 | 109  | 108  | 603    |
| Średnia liczba dni z opadami                        | 15   | 12   | 9    | 6    | 3    | 1    | 0    | 1    | 5    | 9    | 13   | 16   | 90     |
| Średnie usłonecznienie [h]                          | 169  | 178  | 227  | 254  | 310  | 337  | 377  | 352  | 270  | 224  | 198  | 161  | 3054   |
| Źródło: maltaweather.com (Meteo Malta & MaltaMedia) |      |      |      |      |      |      |      |      |      |      |      |      |        |

### Zespół miejski
Większość mieszkańców Malty mieszka w zespole miejskim Valletty. Bezpośrednio wokół Valletty znajduje się rdzeń zespołu miejskiego. Miejscowości położone dalej, w części zachodniej oraz w części wschodniej wyspy mają powiązania metropolitalne z głównym ścisłym centrum. Zgodnie z danymi Europejskiego Urzędu Statystycznego Eurostat, tzw. wielkie miasto (ang. greater city) Valletta ma 243 083 mieszkańców. Zgodnie z danymi Demographia, w ścisłym obszarze miejskim Valletty mieszka 300 000 mieszkańców na obszarze zaledwie 91 km², przy gęstości zaludnienia wynoszącym 3300 osób/km². Zgodnie z danymi Europejskiej Sieci Obserwacyjnej Rozwoju Terytorialnego i Spójności Terytorialnej, funkcjonalny zespół miejski (ang. Functional Urban Area, FUA) Valletta ma 355 000 mieszkańców. Zgodnie z danymi Europejskiego Urzędu Statystycznego Eurostat, funkcjonalny zespół miejski (ang. Functional Urban Area) i zarazem region metropolitalny  Valletta obejmuje całą wyspę i ma 460 171 mieszkańców na powierzchni 246 km², przy gęstości zaludnienia wynoszącej 1617 osób/km².

## Historia
Joannici po przybyciu w 1530 na Maltę obrali na swoją siedzibę Birgu położone nad zatoką Wielki Port. Choć miasto to posiadało zamek (Castle Sant Angelo), nie było w przypadku ataku z lądu dogodnym miejscem do obrony. Górujące nad nim półwyspy Sciberras i Isola stanowiły doskonałe miejsce do prowadzenia ostrzału artyleryjskiego. Jednak joannici, myśląc o Malcie tylko jako o tymczasowej bazie, początkowo ograniczyli prace fortyfikacyjne do umocnienia i rozbudowania zamku w Birgu oraz wzmocnienia murów dotychczasowej stolicy wyspy Mdiny. Dalsze prace, mające uniemożliwić zajęcie półwyspów Sciberras i Isola, rozpoczął dopiero wielki mistrz Juan de Homedes budując tam w 1552 dwa forty – na Sciberras Fort św. Elma, a na Isola Fort św. Michała.
W 1557 roku Jean Parisot de la Valette po objęciu urzędu wielkiego mistrza postanowił wzmocnić obronę na Sciberras, wznosząc umocnienia wokół całego półwyspu i budując na nim miasto. Jednak ze względu na brak funduszy i atak wojsk tureckich w 1565 (Wielkie oblężenie), prace te rozpoczęto dopiero w 1566. Kamień węgielny pod budowę miasta, nazwanego na cześć jego założyciela Valletta, został położony 28 marca 1566.
Projekt miasta stworzył, przysłany przez papieża Piusa IV, włoski architekt, uczeń Michała Anioła, Francesco Laparelli. Układ ulic został oparty na planie hippodamejskim, ulice przecinają się ze sobą pod kątem prostym. Całe miasto zostało otoczone szeregiem umocnień, oraz dodatkowo od strony lądu fosą. Ze względu na wysokie koszty i brak czasu (obawiano się ponownego ataku Turków) nie zniwelowano półwyspu, w związku z czym część ulic została zastąpiona schodami. Miały one jednak niskie i długie stopnie, co umożliwiało poruszanie się po nich rycerzom konno, bądź w ciężkich zbrojach.
Pierwszym budynkiem Valletty był kościół Matki Bożej Zwycięskiej, w którym w 1568 pochowany został Jean Parisot de Valette (później grób przeniesiono do konkatedry św. Jana). W 1569 Laparelli po opracowaniu planów dalszej rozbudowy miasta opuścił wyspę, zaś dalszymi pracami zajął się Maltańczyk Girolamo Cassar.
W 1571, choć auberges (siedziby rycerzy poszczególnych prowincji zakonu) nie były jeszcze ukończone, wielki mistrz Pietro del Monte oficjalnie przeniósł siedzibę zakonu z Birgu do Valletty. W ciągu następnych lat Valletta z placu budowy zaczęła przeradzać się w prawdziwe miasto, skończono budowę siedmiu auberges (do dziś zachowało się tylko pięć), wzniesiono Pałac Wielkich Mistrzów, konkatedrę św. Jana oraz szereg innych budynków. Nie udało się jednak wprowadzić, zaleconego przez papieża, podziału miasta na dwie części, z których jedną mieli zamieszkiwać wyłącznie członkowie zakonu.
W 1575 otwarty został szpital Sacra Infermeria, którego główna sala, o długości 56 m pozostaje jedną z największych w Europie. Dziś w odbudowanym po zniszczeniach, jakich doznał podczas II wojny światowej, budynku szpitala znajduje się centrum konferencyjne oraz Teatr Republiki.
W 1731 wielki mistrz Antonio Manoel de Vilhena wybudował Teatr Manoela (dziś trzeci najstarszy teatr na świecie).
W 1796 powstała Biblioteka Narodowa, w której zbiorach umieszczone zostało m.in. kilkadziesiąt tysięcy tomów będących własnością zakonu. Z powodu ataku i zajęcia Malty przez wojska francuskie w 1798 biblioteka otwarta została dopiero w 1812 roku.

## Gospodarka
W Valletcie siedzibę ma kilka banków, w tym Bank of Valletta, HSBC Bank Malta, Lombard Bank oraz Bank Centralny Malty.
Siedzibę tu również ma kilka maltańskich związków zawodowych np. Confederation of Malta Trade Unions, General Workers' Union czy Malta Union of Bank Employees.
Malta Stock Exchange z siedzibą w Valletcie to maltańska giełda papierów wartościowych, będąca członkiem Światowej Federacji Giełd skupiającej najbardziej rozwinięte giełdy świata.

## Kultura
Zabytki i atrakcje Valletty
- Kościoły:
  - Kościół św. Augustyna
  - Konkatedra św. Jana
  - Prokatedra św. Pawła

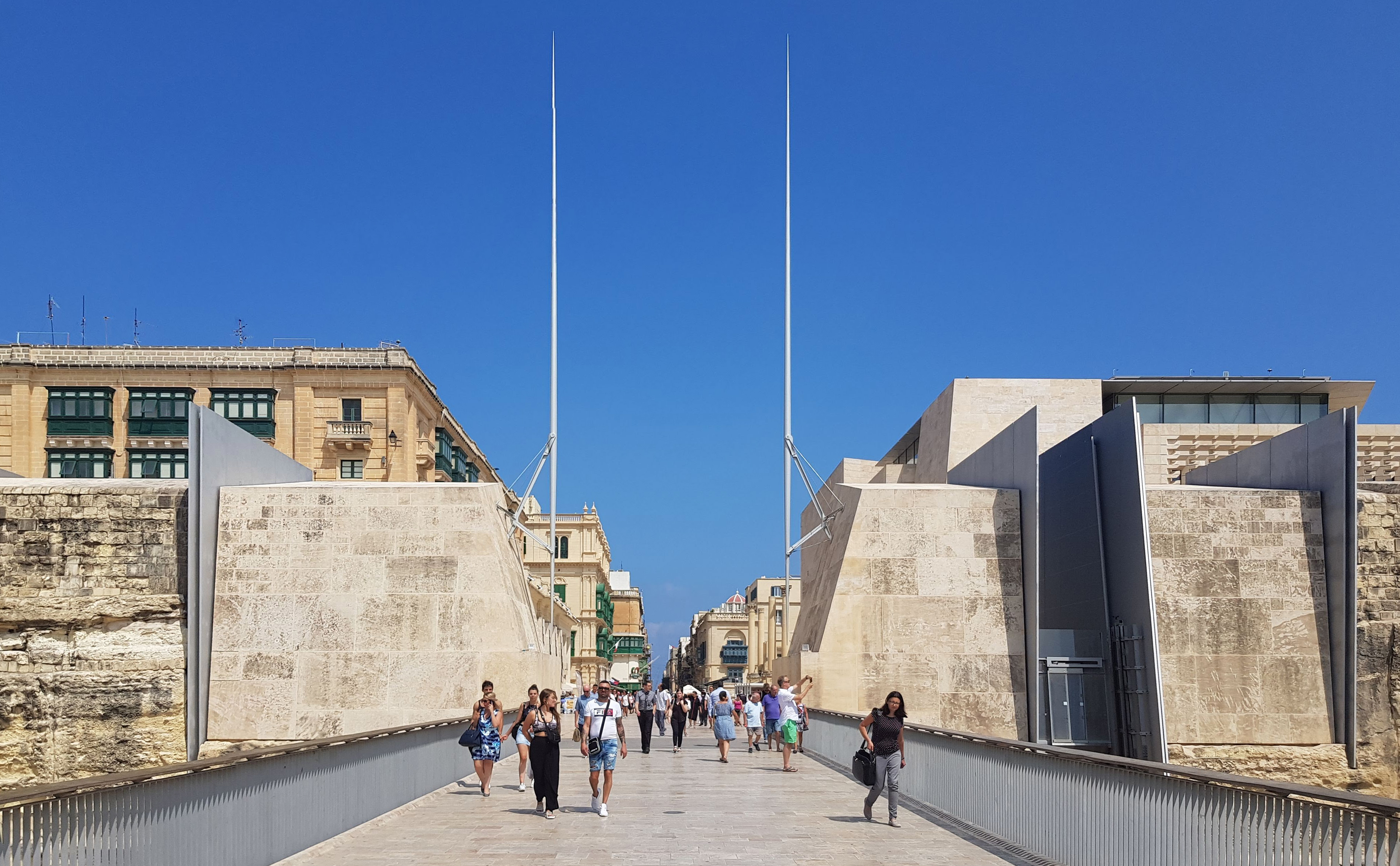
Piąta Brama Miejska została zbudowana w latach 2011–2014

  - Bazylika Matki Bożej Bezpiecznej Przystani i św. Dominika
  - Kościół Matki Bożej z Pilar
  - Kościół Matki Bożej Zwycięskiej
  - Kościół Matki Bożej z Damaszku
  - Kościół św. Pawła Rozbitka
  - Kościół Najświętszej Marii Panny
  - Kościół św. Franciszka z Asyżu
  - Kościół św. Barbary
  - Kościół św. Łucji

- Zajazdy:
  - Zajazd Kastylijski
  - Zajazd Aragoński
  - Zajazd Prowansalski
  - Zajazd Włoski
  - Zajazd Bawarski
- Pałace:
  - Pałac Wielkiego Mistrza
  - Casa Rocca Piccola
  - Messina Palace
- Militarne:
  - Fort Saint Elmo
  - Saint James Cavalier
  - Saint John’s Cavalier
  - Lascaris Battery

- Parki, ogrody, skwery:
  - Lower Barrakka Gardens
  - Upper Barrakka Gardens
  - Hastings Gardens
- Inne:
  - Sacra Infermeria
  - Triton Fountain

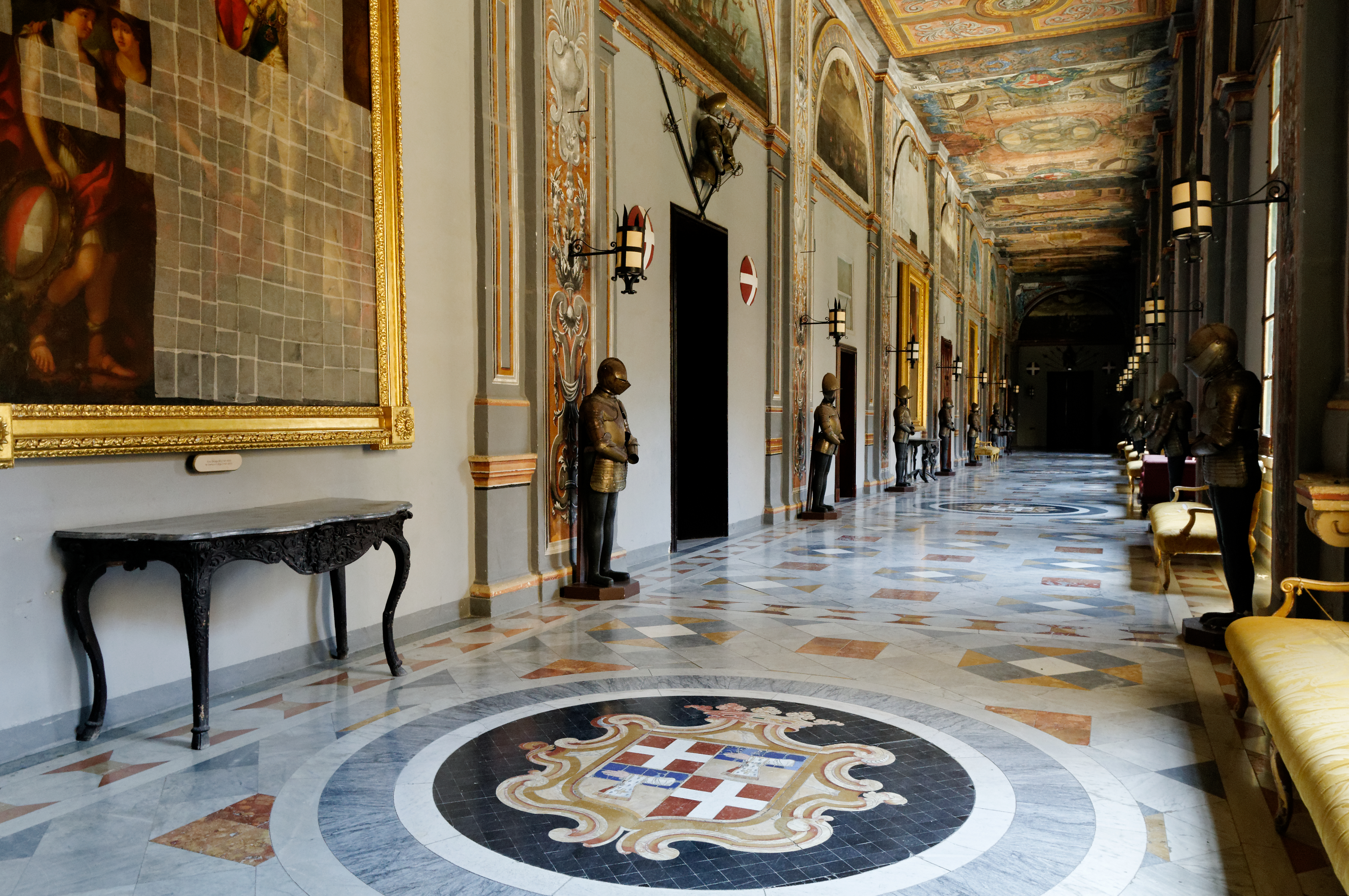
Jeden z korytarzy w Pałacu Wielkiego Mistrza

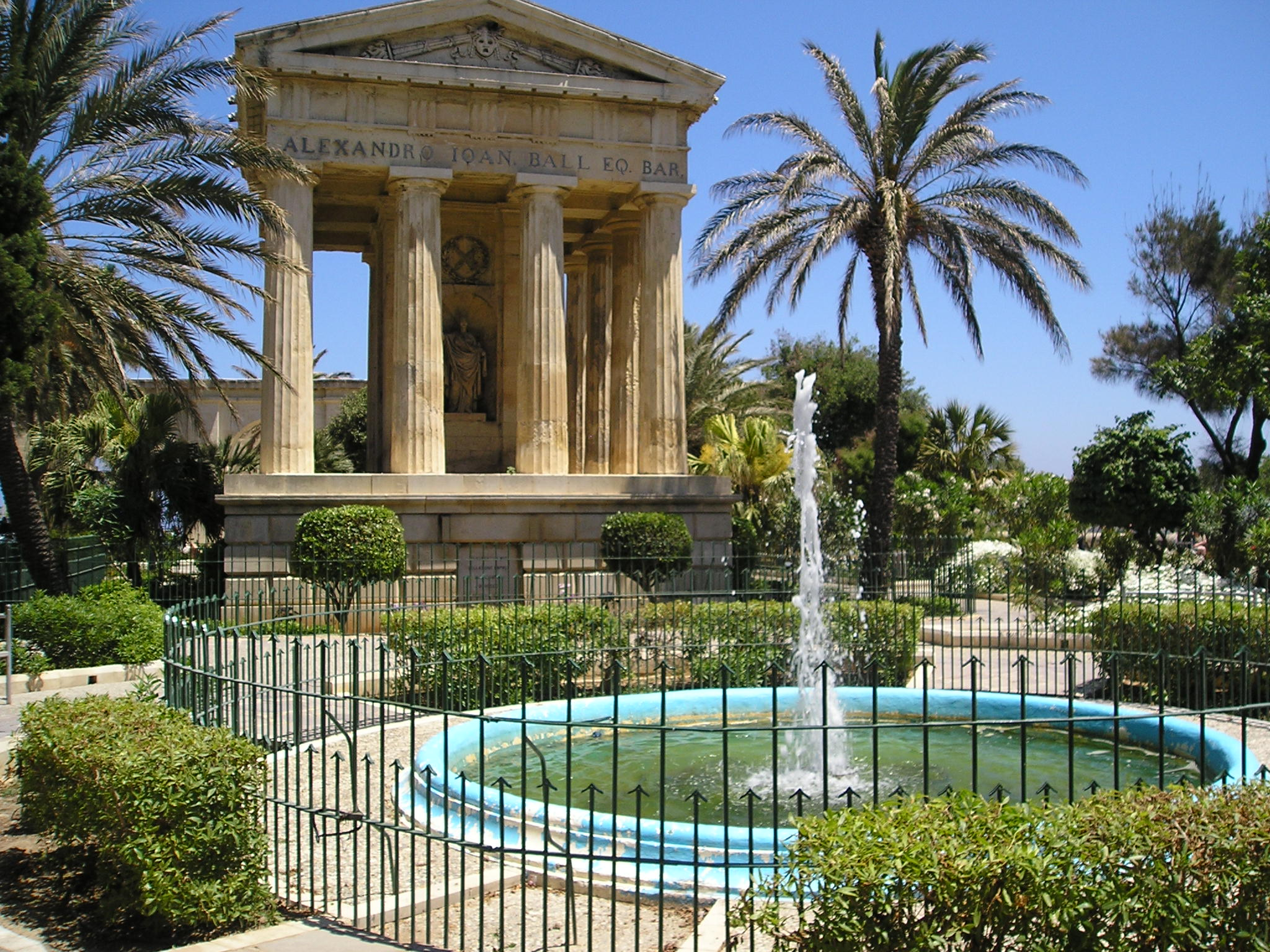
Lower Barrakka Gardens

  - Nisza św. Publiusza, Nisza św. Antoniego, Nisza Matki Boskiej Bolesnej
  - podwodny wrak HMS Maori (1939) (nurkowanie)

Muzea

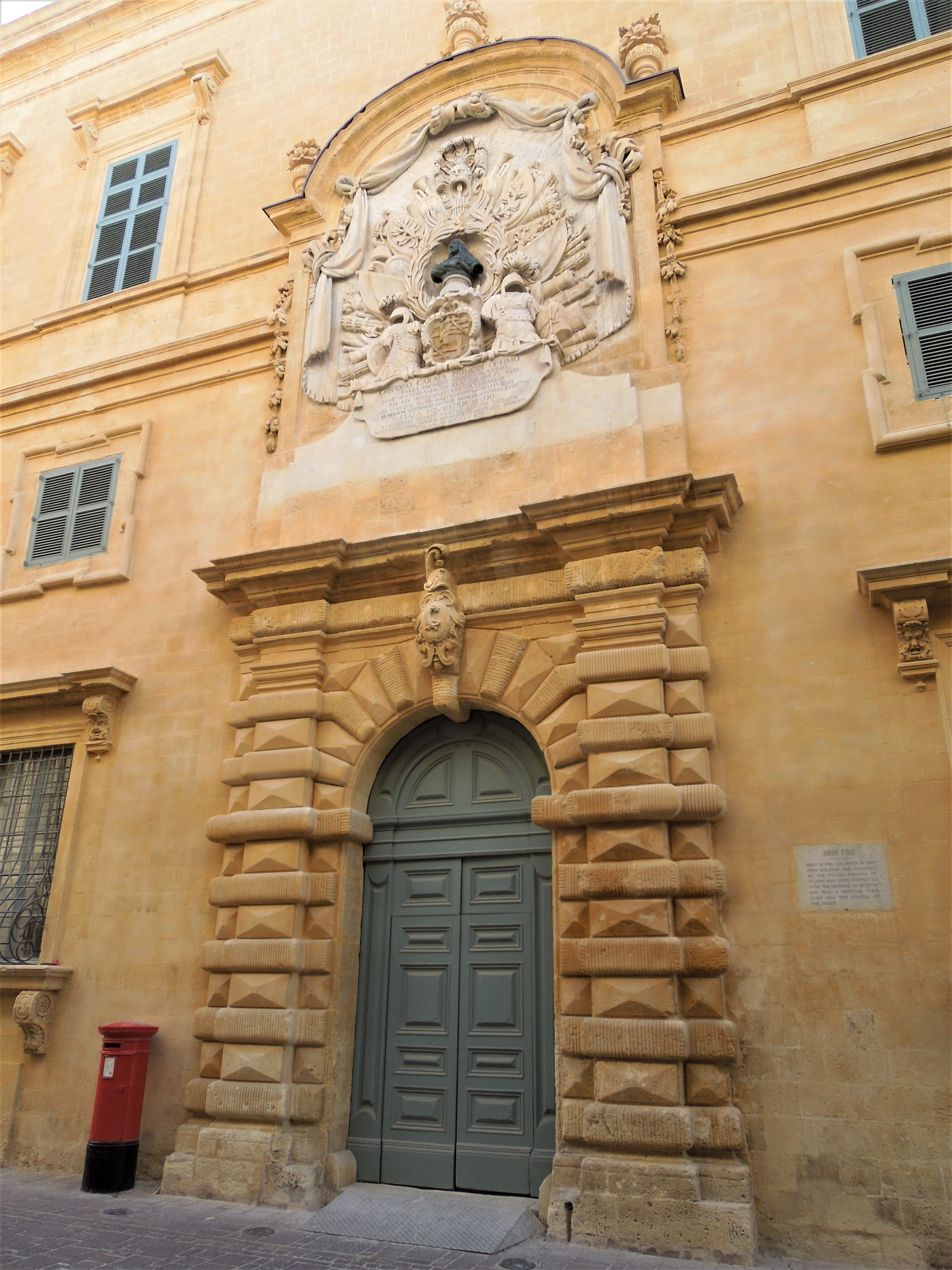
Muzeum Sztuk Pięknych

- Biblioteka Narodowa (National Library)
- Muzeum Konkatedry św. Jana (St John’s Co-Cathedral Museum)
- Narodowe Muzeum Archeologii (National Museum of Archeology)
- Muzeum Sztuk Pięknych (MUŻA - Mużew Nazzjonali tal-Arti)
- Narodowe Muzeum Wojny (National War Museum)
- Zbrojownia Pałacu Wielkich Mistrzów (Palace Armoury)
- Lascaris War Rooms

Teatry

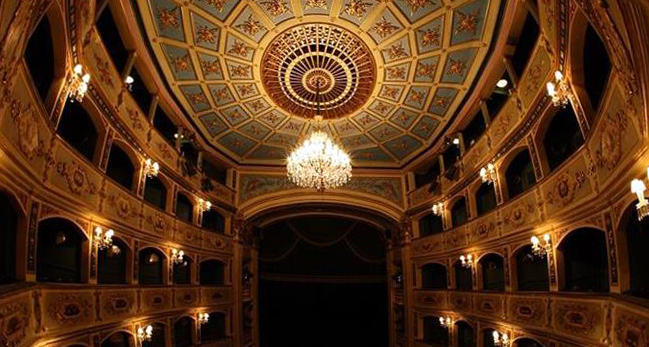
Wnętrze Teatru Manoel

- Teatr Manoel (z siedzibą Maltańskiej Orkiestry Symfonicznej(inne języki))
- Opera Królewska w Valletcie

Kina
- Embassy Complex
- Malta 5D – kino 4D[26].

Imprezy coroczne
- Malta Jazz Festival, festiwal
- Karnawał Maltański(inne języki)

Inne imprezy
- Konkurs Piosenki Eurowizji dla Dzieci 2016
- 25. ceremonia wręczenia Europejskich Nagród Filmowych

## Ulice i place
Główna ulica Valletty to Republic Street (Triq ir-Repubblika) zaczynająca się przy bramie miejskiej, a kończąca pod murami Fortu św. Elma. Inną ważną ulicą jest Merchants Street. Do ważniejszych placów należą m.in. Republic Square oraz St. John’s Square.

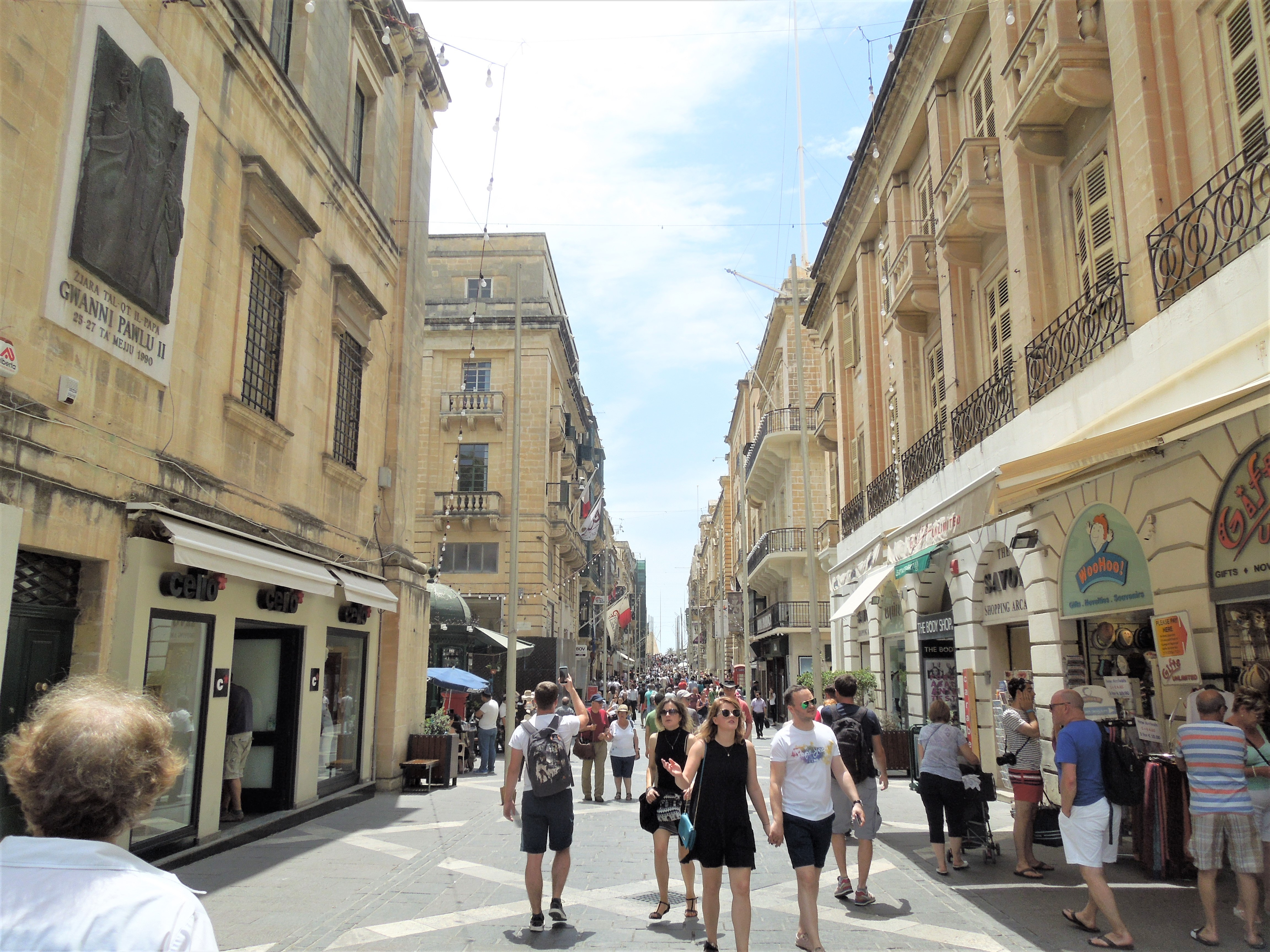
Republic Street
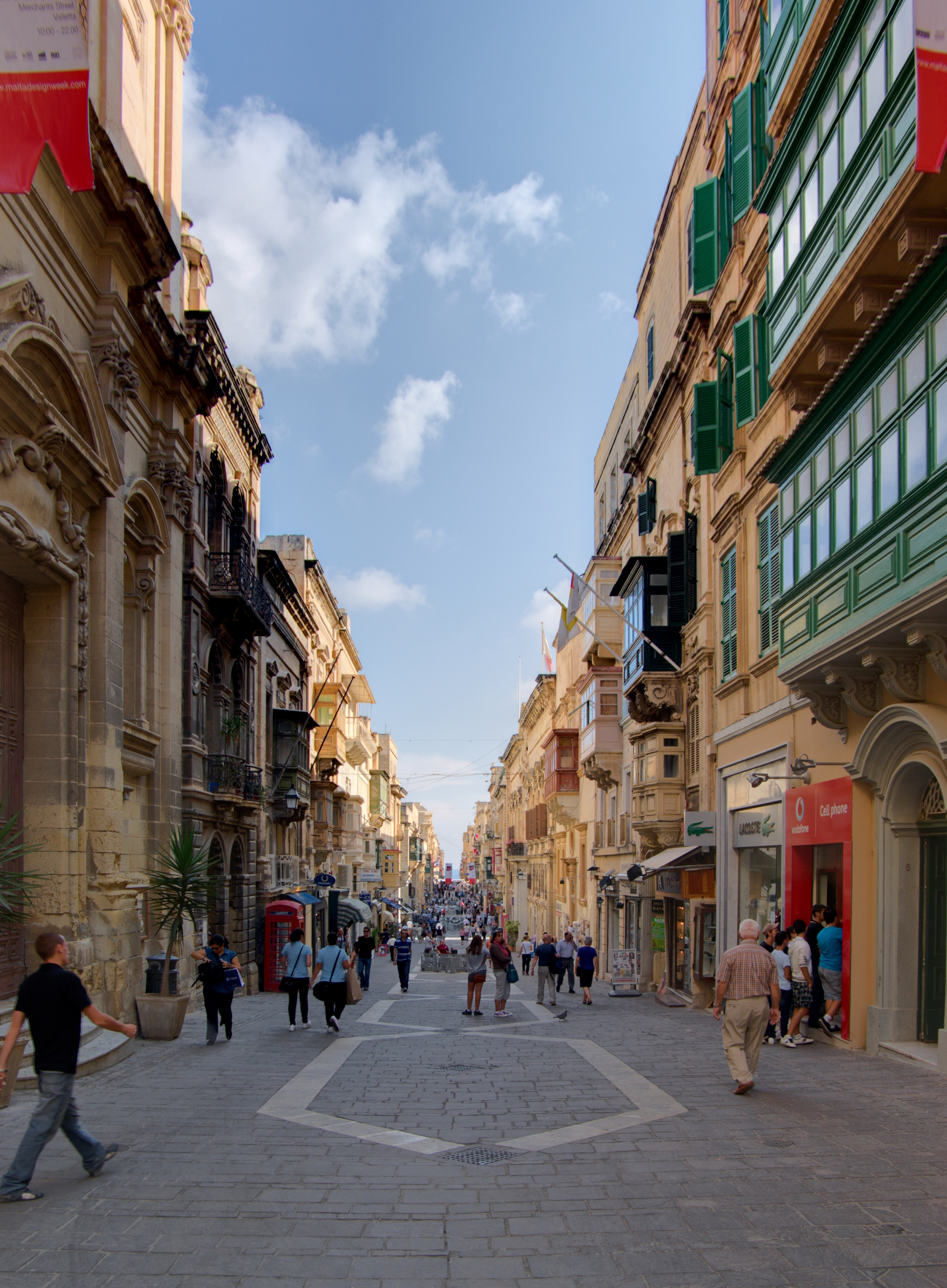
Merchants Street
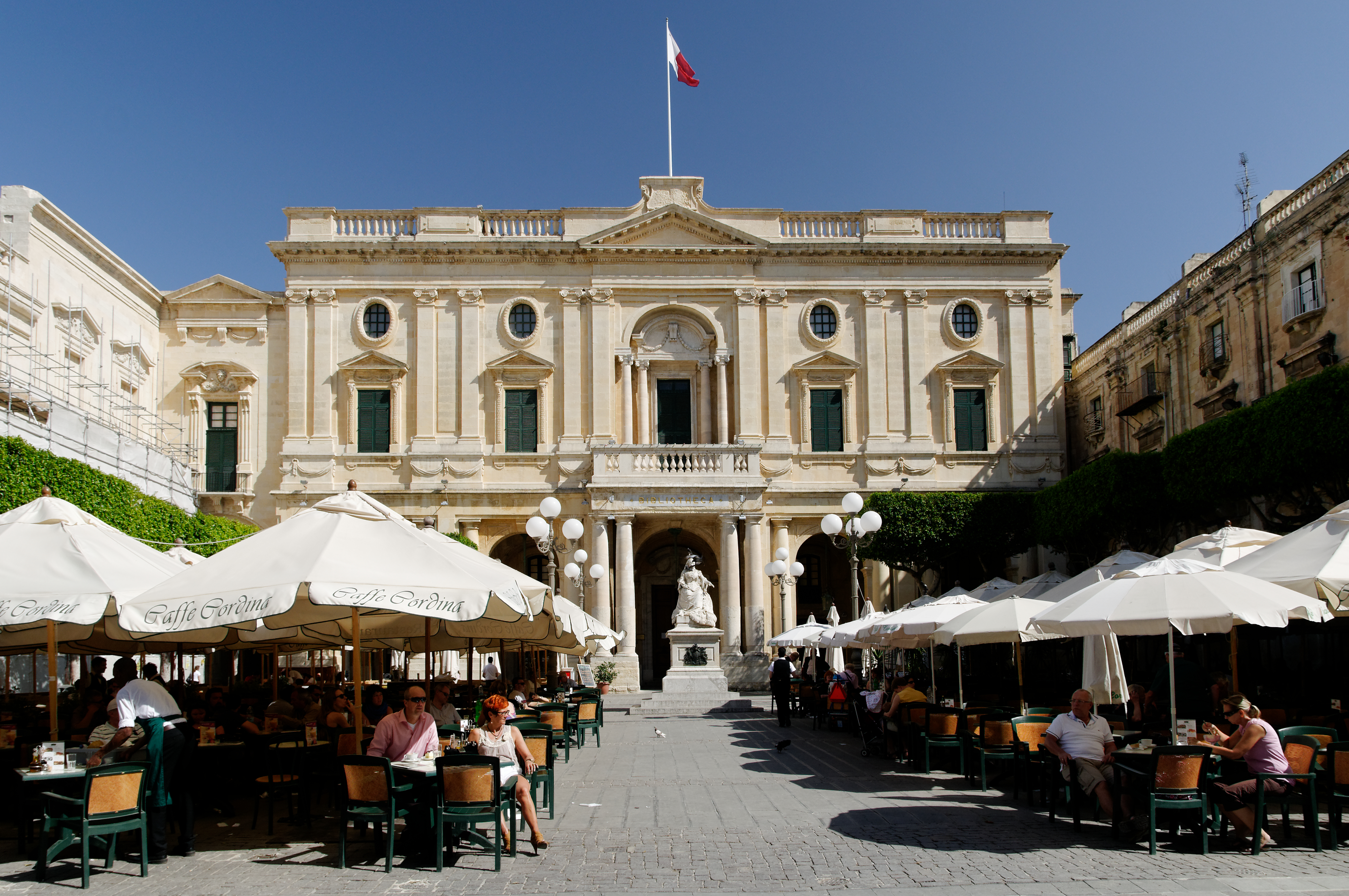
Republic Square
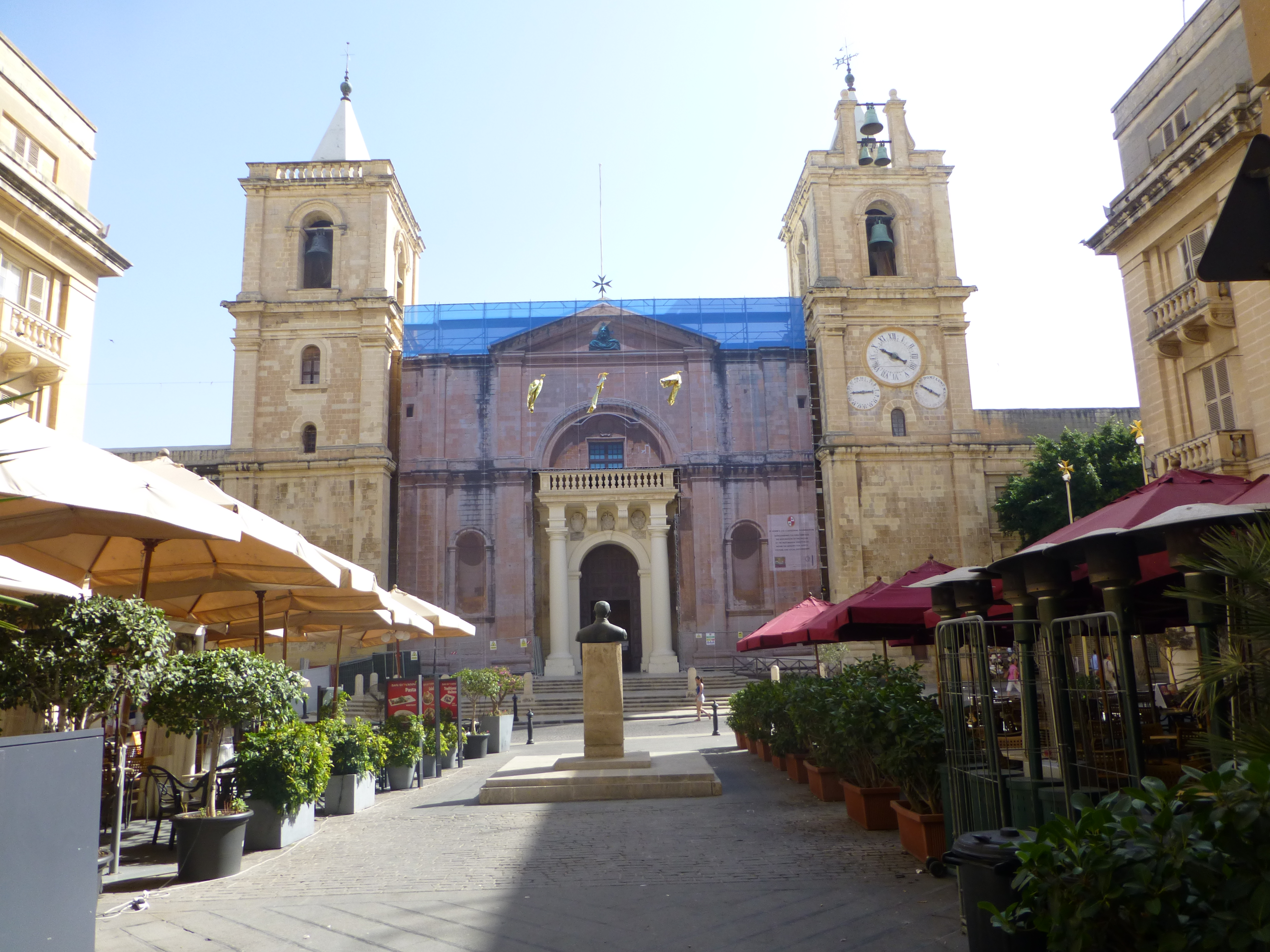
St. John’s Square

## Sport

### Kluby sportowe
W Valletcie działa profesjonalny klub piłkarski Valletta FC, który 25 razy zdobył tytuł Mistrza Malty, 14 razy Puchar Malty i 13 razy Superpuchar Malty. Działa tu również kilka amatorskich klubów piłkarskich i klub futsalowy Valletta FC Futsal Club. W miejscowości funkcjonuje Valletta Lions RFC, klub rugby.

### Imprezy sportowe
W Valletcie odbyło się kilka imprez sportowych o znaczeniu międzynarodowym, m.in.: Olimpiada szachowa 1980, Mistrzostwa Świata Strongman 1999, Igrzyska Małych Państw Europy 2003, Mistrzostwa Świata Strongman 2009, a także odbywa się tutaj profesjonalny turniej snookerowy Malta Grand Prix.